# Psaenythia scalae
Psaenythia scalae là một loài Hymenoptera trong họ Andrenidae. Loài này được Holmberg mô tả khoa học năm 1921.